# سفارة بنين لدى السعودية
سفارة بنين لدى السعودية هي الممثلية الدبلوماسية العليا لدولة بنين لدى المملكة العربية السعودية. تقع السفارة في حي الملك فهد في الرياض.